# Lucius Hornisch
Lucius Hornisch OFM (?-1782), někdy nesprávně Lucidus či Lucid, byl český (v českých zemích působící) františkán a teolog. Pocházel ze Svitav. V roce 1728 měl údajně působit jako knihovník ve františkánském klášteře v Kladsku, což je ale vzhledem k jeho tehdy předpokládanému nízkému věku nepravděpodobné a zřejmě v té době ani ještě nebyl členem řádu. Ve františkánském řádu působil Lucius Hornisch jako učitel (lektor) teologie na řádových studiích. Podle mu připsaného titulu „generální lektor teologie“ působil na generálních studiích františkánů, s největší pravděpodobnosti v pražském konventu u P. Marie Sněžné.
Pro potřeby františkánských studujících kleriků napsal příručku morální teologie:
- Fasciculus vertitatum moralium ex Sacra Scriptura, ss. Patribus, et theologis gravioribus compilatus… vytištěnou v Praze zřejmě v roce 1765.[5] Učebnice byla v klášterech studujícím dostupná ve více exemplářích, z konventu v Hejnicích se dodnes dochovalo osm jejich výtisků.[6]

Jako lektor teologie a posléze též kanonického práva působil Lucius Hornisch v brněnském františkánském klášteře u sv. Máří Magdaleny. Dokládají to Hornischem presidované a řádovými studenty v tomto konventu obhájené studijní teze: Theses ex universa theologia polemico-dogmatico-scholastica… z roku 1760, Theses annuae polemico-dogmatico-scholasticae de deo in se subsistente z roku 1763, Theses dogmatico-polemico-scholasticae ex universa theologia z téhož roku a Synthemata juridico-canonica ex V. Libris Decretalium Gregorii IX… z roku 1764 V roce 1765 již působil jako „generální lektor“ teologie na generálních, tj. určených i pro zahraniční studenty, františkánských studiích v pražském klášteře.
Podobně jako dříve Antonín Hartmann i další františkánští učenci barokní doby po několika letech zanechal lektorského působení na studiích a jako vysloužilý lektor (emeritus) byl dále aktivní ve vedení české františkánské provincie. Na řádné provinční kapitule v Praze v září 1768 byl zvolen provinčním ministrem (provinciálem) a na tomto postu působil běžné tříleté volební období do roku 1771. Podruhé byl provinciálem českých františkánů zvolen pro léta 1780-1782. V mezidobí byl jmenován kustodem provincie, posléze habituálním (doživotním). Pro své zásluhy získal titul „otec provincie“. V prvním období svého provincialátu, ale i v pozdějších letech P. Hornisch opakovaně rozhodl o finančním přispění provincie na opravu kláštera ve Voticích nebo s dalšími vedoucími představiteli provincie zajišťoval spolu s dobrodinci opravu kláštera v Jindřichově Hradci. Působil též jako generální vizitátor rakouské františkánské provincie. Lucius Hornisch zemřel v Brně 16. března roku 1782.